# Predazzo
Predazzo – miejscowość i gmina we Włoszech, w regionie Trydent-Górna Adyga, w prowincji Trydent położona w Dolinie Val di Fiemme.
Według danych na rok 2014 gminę zamieszkiwały 4536 osób, gęstość zaludnienia wynosiła 41,3 os./km².

## Skocznie narciarskie
W Predazzo znajduje się kompleks skoczni narciarskich Trampolino Dal Ben, wśród nich skocznia K-120 oraz K-95. Na Mistrzostwach Świata w 2003 roku Adam Małysz zdobył tam dwa złote medale, a na MŚ z roku 2013 Kamil Stoch złoty medal na dużej skoczni. Rok później na Mistrzostwach Świata Juniorów w Narciarstwie Klasycznym złoty medal wywalczył Jakub Wolny.